# Fix-up
 (mai 2014).
Si vous disposez d'ouvrages ou d'articles de référence ou si vous connaissez des sites web de qualité traitant du thème abordé ici, merci de compléter l'article en donnant les références utiles à sa vérifiabilité et en les liant à la section « Notes et références ».
Un fix-up est un recueil de nouvelles d’un même auteur sur un même thème. Écrites indépendamment l’une de l’autre à des dates très diverses, elles sont réunies dans un même ouvrage et agencées ou arrangées selon un ordre, pour former une trame d'apparence cohérente.

## Exemples
- Les Quatre, de Agatha Christie, (1927)
- Chroniques martiennes, de Ray Bradbury, (1950)
- La Faune de l'espace, de A. E. Van Vogt, (1950)
- Fondation, de Isaac Asimov, (1951)
- Demain les chiens, de Clifford D. Simak, (1952)
- À rebrousse-temps, de Philip K. Dick, (1967)
- Vermilion Sands, de J. G. Ballard, (1971)
- Les Galaxiales, de Michel Demuth, tomes 1 (1976) et 2 (1979)
- Le Voyage de Haviland Tuf, de George R. R. Martin, (1986)
- Roma Æterna, de Robert Silverberg, (2003)
- À l'estomac, de Chuck Palahniuk, (2005)
- Olive Kitteridge, d'Elizabeth Strout, (2009)